# Andrew Tucker
Andrew Tucker (25 dicembre 1968) è un ex calciatore sudafricano, di ruolo difensore.

## Carriera

### Club
Ha sempre giocato nel campionato sudafricano.

### Nazionale
Ha collezionato 9 presenze con la maglia della propria Nazionale e ha conquistato, nel 1996, una Coppa d'Africa.

## Palmarès

### Nazionale
- Coppa d'Africa: 1

Sudafrica 1996